# Mycobacterium avium complex
Mycobacterium avium complex (MAC) – grupa prątków z rodzaju Mycobacterium, należące do prątków niegruźliczych (MOTT). Zakażenia wywoływane przez mykobakterie, czyli mykobakteriozy, występują najczęściej u osób z nabytymi lub wrodzonymi niedoborami odporności. Wywołują zakażenia, głównie płuc, węzłów chłonnych, skóry i tkanki podskórnej, zapalenia otrzewnej oraz zakażenia uogólnione. U osób z mutacją w genie PTPN2/22, spożycie mleka lub mięsa skażonego pospolitą bakterią Mycobacterium avium ssp. paratuberculosis (MAP) może przyspieszać rozwój reumatoidalnego zapalenia stawów.

## Leczenie
Po infekcji, leczenie polega na połączeniu przeciwgruźlicowych antybiotyków, należą do nich:
- ryfampicyna
- ryfabutyna
- cyprofloksacyna
- amikacyna
- etambutol
- streptomycyna
- klarytromycyna
- azytromycyna